# Adrazo
Se llama adrazo a un alambique o desalador de agua de mar que usaron los navegantes españoles desde los primeros tiempos de sus largas navegaciones. 
Así se recoge en la redacción del viaje que hizo el capitán Pedro Fernández de Quirós por orden del rey a la tierra austral e ingógnita en los años 1605 y 1606 y que fue escrita por Gaspar González de Leza, piloto mayor de aquella expedición. 